# Acariformes
Los acariformes (Acariformes) o actinotríquidos (Actinotrichida) son un superorden de ácaros que incluye más de 30.000 especies descritas y con distribución mundial.

## Características
Los acariformes tiene un desarrollo anamórfico; es decir, los segmentos del cuerpo se añaden tras cada muda. Además, antes de la muda, las patas del siguiente estadio o instar se forman dentro del cuerpo, en vez de dentro de la exuvia de las patas del estadio anterior. Muchas de las características definitorias de los acariformes residen en las sedas (pelos que recubren el cuerpo). Las sedas tiene un estrato de quitina ópticamente activa (actinoquitina), que es birrefringente si se observa bajo luz polarizada, lo que dio nombre al grupo antiguamente; los otros grupos de ácaros (parasitiformes y opilioacariformes) carecen de tal propiedad. Los acariformes poseen tricobotrios, que son sedas especializadas sensibles a las vibraciones y corrientes de aire, y que faltan en los otros grupos de ácaros. También poseen solenidos y eupatidios, que también son sedas sensoriales ausentes en otros grupos.
El cuerpo está dividido en dos tagmas mediante la separación sejugal que se sitúa entre el segundo y tercer par de patas; el tagma anterior se denomina proterosoma y el posterior histerosoma.
Los acariformes contienen más de 300 familias y más de 30.000 especies descritas; se reconocen dos linajes principales, los sarcoptiformes (Oribatida y Astigmata) y trombidiformes (Prostigmata); además, ocho familias de acariformes basales se agrupan en Endeostigmata, grupo parafilético que contiene taxones que pertenecen a los dos linajes principales.